# Rónay Mária
Rónay Mária, Rónai (Budapest, 1899. december 8. – Budapest, 1968. október 19.) magyar újságíró, író, műfordító. 

## Életpályája
Budapest I. kerületében született Rónai (Reichberger) Sándor aljárásbíró, jogtudor és Weitzenfeld Laura (1877–1956) gyermekeként izraelita polgári családban. 1919-ben a római katolikus vallásra tért ki. 1926-tól fogva publikált cikkeket, a következő évtől 1939-ig pedig a Literatura munkatársa volt. 1945 és 1949 között a Világ című periodikát szerkesztette. Cikkezett a Magyar Hírlapban (1926-1938) és a Fővárosi Tudósítóban is (1926–1932). Egészen haláláig bibliográfiai kutatómunkát folytatott (Jankó János oeuvre katalógus, a Feministák Egyesületének levelezése stb.) hazai és külföldi megbízások alapján. Megírta a Literatúra történetét, A két Jankó János életregényét és saját visszaemlékezéseit is – de ezek kéziratban maradtak.
Mint Supka Géza élettársa, 1945 és 1948 között részt vett a szabadkőművesség munkáját támogató ún. nővérek (szabadkőművesek nőrokonai) jótékonysági tevékenységében, ennek szervezésében. Az 1948. június 17-én Arthur H. Keil és Supka Géza közreműködésével megalakult Eastern Star (szabadkőművesek nőrokonai számára létrehozott női rend) káptalanok és Főkáptalan főtitkárává választották. (A szervezet néhány összejövetel után elhalt.) 

## Fő művei
- Pillangók. Címlap Makowsky Stefi. (mesék, Budapest: Thália 1921.)
- A drága iskola, Mimi naplója (ifjúsági regény, Budapest, 1928)
- Éva két éjszakája (regény, Budapest Genius, [1930])
- Országjáró V/b a Felvidéken és Kárpátalján (ifjúsági regény, Budapest, 1940)
- Erdélyi kaland : országjáró VI. b. (ifjúsági regény, Budapest, 1941)
- Nyári élmény – Országjáró VII. B a Dunántúlon (ifjúsági regény, Budapest 1942)
- Érettségi után: országjáró 8.b Budapesten (ifjúsági regény, Budapest, 1943)
- Asszonyi furfang (kisregény, Budapest, 1943)
- Szoknya a történelem kulisszái mögött (történeti karcolatok, Budapest, 1944); 2. kiadás: Auktor Könyvkiadó, 1999
- Repülő sárkány (ifjúsági regény, Budapest, 1945)